# Світлий (заказник)
Сві́тлий — гідрологічний заказник місцевого значення в Україні. Об'єкт розташований на території Маневицького району Волинської області, ДП «Маневицьке ЛГ», Софіянівське лісництво, квартал 11, виділи 8, 17—19, 22. 
Площа — 16,2 га, статус отриманий у 1986 році.
Охороняється ділянка лісових насаджень, де зростають ялина європейська (Picea abies), сосна звичайна (Pinus sylvestris), вільха чорна (Alnus glutinosa) з озером карстового походження Світле площею 2 га, глибиною 28 м. В озері трапляються такі види риб: карась сріблястий, плітка, краснопірка, окунь, щука, лин.
Заказник під загрозою через плани видобутку торфу КП «Волиньприродресурс».